# Galerie d'art du Parc
La Galerie d'art du Parc est un centre d'exposition en art actuel situé au 864, rue des Ursulines, à Trois-Rivières, région touristique de la Mauricie, au Québec (Canada). Elle occupe le manoir de Tonnancour, site historique national. Elle est une institution muséale accréditée par le ministère de la Culture, des Communications et de la Condition féminine du Québec.

## Historique
La Galerie d’art du Parc est un organisme sans but lucratif fondé en 1972 par Denis Bouchard, Sabine Gingras, Carmel Paquin, prêtre, et Liette C. Paquet. Elle ouvre officiellement ses portes le 9 février 1972 au Pavillon St-Arnaud, situé dans le Parc Pie-XII de Trois-Rivières. Dès 1974 la Galerie d’art du Parc fait partie des tout  premiers centres d’exposition accrédités au Québec par le ministère des Affaires culturelles du Québec. Depuis, elle reçoit l’appui et la collaboration du ministère de la Culture et des Communications du Québec et de la ville de Trois-Rivières. Après une entente avec la municipalité et le gouvernement, la Galerie d’art du Parc emménage en 1981 dans le manoir de Tonnancour. Dès lors, la Galerie devient un carrefour où se côtoient et se courtisent l’art actuel et le patrimoine. Ses caractères artistique et historique en font un lieu de rencontres, d’échanges et d’apprentissage.

## Expositions

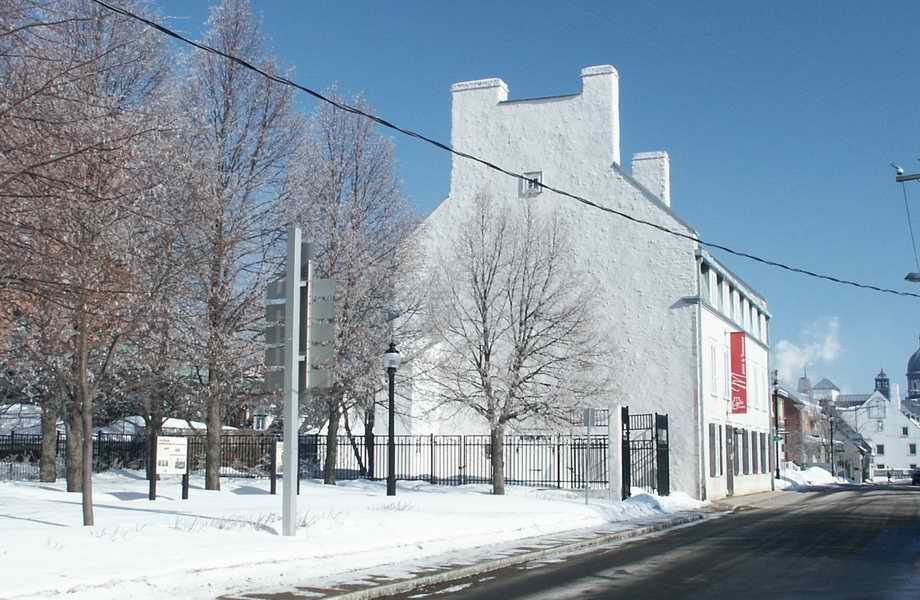
Manoir de Tonnancour.

Chaque année depuis 1972, la Galerie d’art du Parc présente une dizaine d’expositions autant régionales que nationales et internationales. Différents domaines des arts visuels y sont présentés comme la peinture, le dessin, l’aquarelle, l’estampe, la photographie, la vidéo, la sculpture, les installations, les mixtes médias ou la performance. À ce jour, la galerie a présenté et mise en valeur les œuvres de 1981 artistes à travers quelque 308 expositions. La galerie est associée à des événements réalisés à Trois-Rivières : la Biennale nationale de sculpture contemporaine présentée aux étés pairs depuis 1984 et la Biennale internationale de l’estampe contemporaine présentée aux étés impairs depuis 1999. À ces présentations en art actuel s’ajoutent des expositions sur l’histoire des lieux et de ses occupants.

## Animation
Le personnel de la Galerie d’art du Parc accueille et guide les visiteurs dans leur découverte des œuvres d’art ainsi que du lieu historique. Des visites animées interactives, des activités d’initiation à l’art et au patrimoine, des ateliers de création, des jeux de découverte sont aussi proposées aux visiteurs. Des visites éducatives pour les groupes scolaires et des visites d’expériences culturelles pour les groupes sociaux sont également disponibles.

## Adhésion
- Médiat-Muse, regroupement des institutions muséales de la Mauricie et du Centre-du-Québec.
- Société des musées québécois
- Association des musées canadiens
- Culture Mauricie
- Tourisme Trois-Rivières
- Tourisme Mauricie